# Hesdren
Hesdren (mort un 18 mars d'une année inconnue après 963) ecclésiastique breton qui fut évêque de Léon puis évêque de Nantes au Xe siècle.

## Biographie
Hesdren est évêque de Léon depuis environ 940 quand après avoir reconquis la cité de Nantes sur les vikings d'Incon qui l'occupaient depuis 919 et dont il fait sa capitale, le duc Alain Barbetorte le transfert sur le siège épiscopal de cette ville. Vers 944-952 il est le rédacteur d'un acte de donation du duc en faveur de l'abbaye de Landévennec. La chronique de Nantes traditionnellement hostile aux bas-bretons, rapporte avec complaisance que le nouvel évêque est à l'origine de la destruction d'une tour de la cathédrale au sommet de laquelle il avait cru voir une pomme en or. En 958 l'abbé de Saint-Florent, Amalbert se fait confirmer par Thibaud Ier de Blois et Foulque II d'Anjou qui gèrent le duché de Bretagne pour le compte du jeune Drogon la franchise des droits de transport sur la Loire ; l'évêque Hesdren et le vicomte Gestin, ancêtre des sire de Rais donnent leur consentement. Hesdren se retire ensuite au plus tôt en 963 dans l'abbaye de Saint-Benoît-sur-Loire avec des reliques qu'il estimait être celles de « Saint-Maur l'Africain ». Il reçoit un accueil favorable de l'abbé Richard (963-978) et termine ses jours dans le monastère. Sa fête figure le 18 mars dans la calendrier de l'abbaye du XIVe siècle ce qui correspond sans doute à la date de sa mort dans une année indéterminée.